# Melissodes apicata
Melissodes apicata es una especie de abeja del género Melissodes, tribu Eucerini, familia Apidae. Fue descrita científicamente por Lovell y Cockerell en 1906.

## Descripción
Mide 1-2 centímetros de longitud.

## Distribución
Se distribuye por Canadá y Estados Unidos.